# Nervus vagus

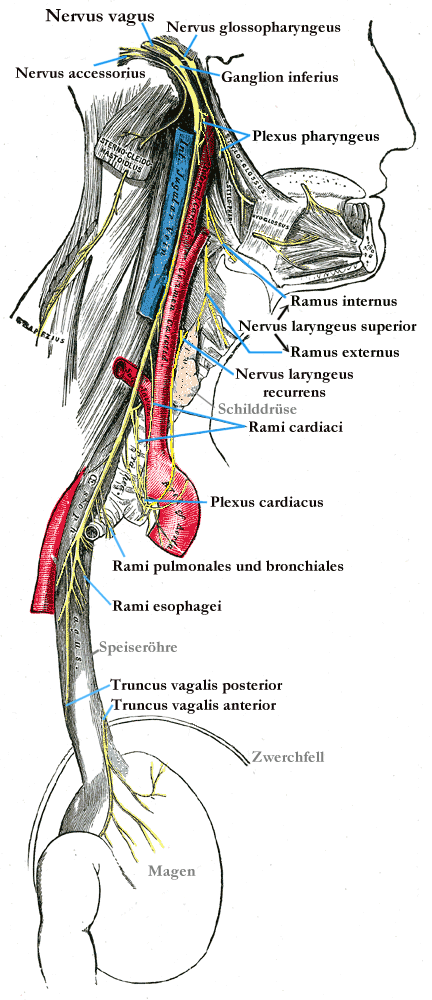
Vagusgruppe

Der paarige Nervus vagus, kurz Vagus, wird auch zehnter Hirnnerv, N. X genannt. Er ist der größte Nerv des Parasympathikus und an der Regulation der Tätigkeit fast aller inneren Organe beteiligt. Sein großes Verbreitungsgebiet war auch namensgebend, der Name leitet sich von lateinisch vagari („umherschweifen“) ab, wörtlich übersetzt heißt er also „der umherschweifende Nerv“.
Neben seiner vegetativen Funktion ist er an der motorischen Steuerung von Kehlkopf, Rachen und der oberen Speiseröhre beteiligt und übermittelt Geschmacksempfindungen vom Zungengrund sowie Berührungsempfindungen aus dem Rachen, dem Kehlkopf und einem Teil des äußeren Gehörgangs. Auch die inneren Organe in Brust- und Bauchraum werden von sensiblen Fasern erreicht (Viszeroafferenzen), die aber in erster Linie der Vermittlung von Reflexen dienen. Der Vagus enthält also folgende Faserqualitäten: Somatomotorisch (willkürliche Steuerung), somatosensibel (bewusst wahrnehmbar), sensorisch (Geschmack), viszerosensibel und viszeromotorisch (Parasympathikus).
Der Nerv wird mit dem IX. und XI. Hirnnerven (Nervus glossopharyngeus bzw. Nervus accessorius) auch zur „Vagusgruppe“ zusammengefasst.

## Ursprung des Vagus
Die Perikarya (Soma, Nervenzellkörper) der parasympathischen Neurone innerhalb des Vagus liegen im Nucleus dorsalis nervi vagi (Veterinäranatomie: Nucleus parasympathicus nervi vagi), einem Kerngebiet im Myelencephalon (Markhirn). Die Nervenzellkörper der motorischen Fasern liegen im Nucleus motorius nervi vagi (auch Nucleus ambiguus) im Markhirn.
Die sensiblen Fasern projizieren aus der Peripherie zum Nucleus spinalis nervi trigemini und wahrscheinlich auch zum Nucleus pontinus nervi trigemini, während die sensorischen Fasern zum Nucleus tractus solitarii geleitet werden.
Der Nerv tritt im Bereich der Medulla oblongata im Sulcus retroolivaris seitlich der Olive (gemeinsam mit Nervus accessorius und Nervus glossopharyngeus, untere Dreiergruppe) an die Hirnoberfläche und zieht, wie auch die übrigen Nerven der Vagusgruppe, durch das Foramen jugulare aus der Schädelkapsel. Hier durchläuft er zwei eng benachbarte Ganglien:
- das Ganglion superius (auch Ganglion jugulare, bei Tieren: Ganglion proximale): noch innerhalb der Schädelhöhle oder im Foramen jugulare
- das Ganglion inferius (auch Ganglion nodosum, bei Tieren: Ganglion distale): außerhalb der Schädelhöhle

In diesen beiden Ganglien liegen die Somata der afferenten Fasern (eine Unterscheidung zwischen sensibel und sensorisch wird nicht mehr getroffen) des Nervus vagus.

## Verlauf außerhalb des Schädels
Der Nervus vagus zieht am Hals zusammen mit der Arteria carotis communis und der Vena jugularis interna in einer gemeinsamen Bindegewebsscheide, der Vagina carotica, in Richtung Brusthöhle. Mit einem guten Ultraschallgerät lässt sich der Nerv im Bereich der Halsschlagadern auch sonografisch lokalisieren. Bei den meisten anderen Säugetieren ist er über den gesamten Hals mit dem Sympathikus zum Truncus vagosympathicus verbunden.
An der oberen Thoraxapertur zieht der rechte Nervus vagus über die Arteria subclavia dextra, während der linke Nervus vagus über den Aortenbogen verläuft. Im Brustraum durchzieht der Vagus das obere Mediastinum, später das hintere Mediastinum.
Dort lagern sich rechter und linker Vagus der Speiseröhre (Oesophagus) an, wobei sich die Fasern beider Seiten vermischen und den Plexus oesophageus bilden, daraus aber als Truncus vagalis anterior (aus dem linken Nervus vagus, bei Tieren: Truncus vagalis ventralis) und Truncus vagalis posterior (aus dem rechten Nervus vagus, bei Tieren: Truncus vagalis dorsalis) zusammen mit der Speiseröhre durch das Zwerchfell über den Hiatus oesophageus in den Bauchraum gelangen.

## Aufzweigungen des Nervus vagus

### Ramus meningeus
Der Ramus meningeus (Hirnhautast) zieht durch das Foramen jugulare zurück in die Schädelkapsel und innerviert die Dura mater der Fossa cranii posterior (hintere Schädelgrube). Ebenfalls innerviert er den Sinus occipitalis und Sinus transversus sensibel.

### Ramus auricularis
Der Ramus auricularis (Ohrast) zieht durch den Canaliculus mastoideus und durch die Fissura tympanomastoidea. Er versorgt sensibel die Haut der Innenseite der Ohrmuschel und des äußeren Gehörgangs sowie einen Teil des Trommelfells.
Der Ast ist dafür verantwortlich, dass bei Reizungen des äußeren Gehörgangs (Fremdkörper, Spülen mit kaltem Wasser) vegetative Erscheinungen wie Husten oder Erbrechen auftreten können.

### Rami pharyngei
Die Rami pharyngei (Rachenäste) ziehen zum Plexus pharyngeus. Dies ist ein Nervengeflecht aus Vagusfasern, Fasern des Nervus glossopharyngeus und sympathischen Fasern vom Ganglion cervicale superius. Die Rachenäste innervieren die Rachenmuskulatur und die des weichen Gaumens und sind von großer Bedeutung für den Schluckakt. Sie sind daher auch für den Würgreflex sowie den Schluckreflex verantwortlich.

### Ramus oesophageus
Der Ramus oesophageus (Speiseröhrenast) innerviert motorisch die quergestreifte Muskulatur der Speiseröhre.

### Nervus laryngeus superior
Der Nervus laryngeus superior (oberer Kehlkopfnerv, bei Tieren als Nervus laryngeus cranialis bezeichnet) geht am Ganglion inferius ab und zieht zum Kehlkopf. Sein äußerer Ast versorgt den Musculus cricothyroideus, der innere die Schleimhaut des Kehlkopfs oberhalb der Stimmlippen sensibel. Der Nervus laryngeus superior leitet die sensiblen Informationen, die für das reflektorische Schließen des Kehlkopfs bei Kontakt mit Flüssigkeiten und für den Hustenreflex sorgen.

### Nervus depressor
Der Nervus depressor kommt beim Menschen nicht vor. Bei den Tieren entspringt er am vorderen Hals vom Vagus und vereinigt sich kurz darauf wieder mit ihm. Am Brusteingang trennt er sich wieder vom Vagus und zieht zur Aorta. Er leitet Informationen von Rezeptoren in der Aortenwand, die den Blutdruck registrieren (Barorezeptoren), zum Hirnstamm. Beim Menschen verlaufen diese Fasern in den Herzästen des Nervus vagus selbst.
Die Nervenfasern sorgen, wie auch die des Sinus caroticus, für eine Regulation des Blutdrucks.

### Rami cardiaci
Die Rami cardiaci (Herzäste) sorgen für die parasympathische Beeinflussung der Herztätigkeit. Sie bilden mit sympathischen Fasern aus den ersten Grenzstrangganglien den Plexus cardiacus an der Herzbasis. Sie vermitteln eine Senkung der Herzschlagfrequenz (Chronotropie, rechter Vagus). Auf die Kontraktionskraft des Herzens (Inotropie) hat der Vagus keinen Einfluss, da er lediglich die Erregungsüberleitung von Vorhof zur Kammer hemmt (linker Vagus), nicht aber die Herzmuskulatur innerviert. Nur der Sympathikus erhöht die Muskelkraft des Herzens und wirkt somit positiv inotrop (gr. ís, inós = Kraft, Muskel).

### Nervus laryngeus recurrens

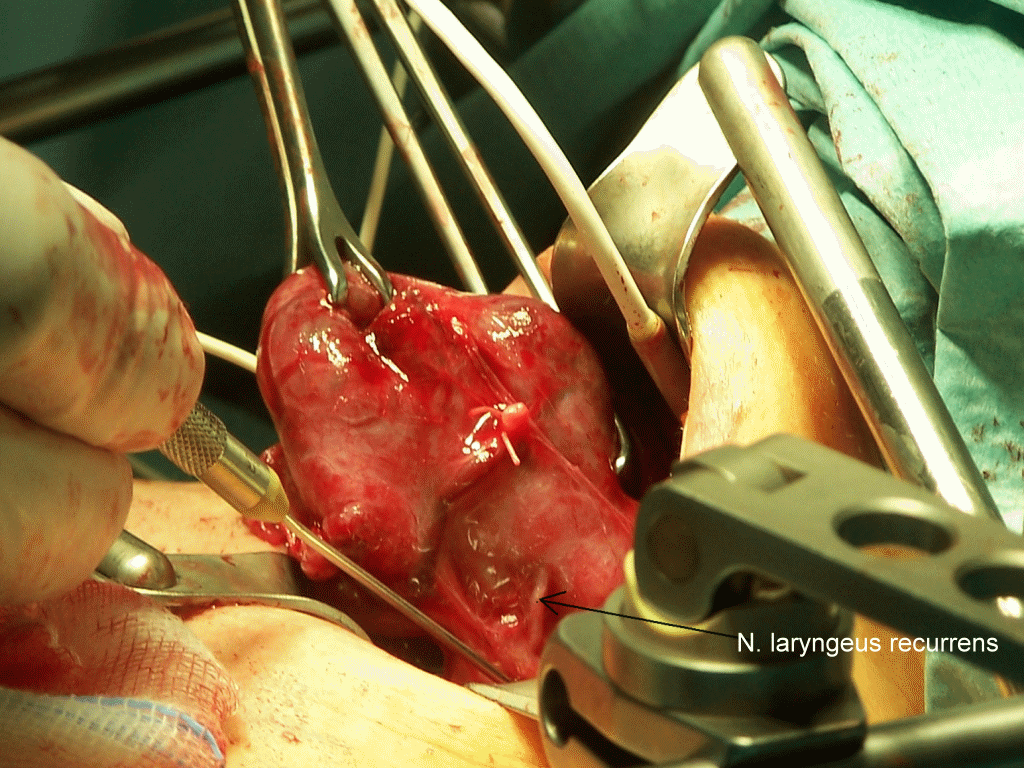
Der linke N. laryngeus recurrens, dargestellt während einer Strumaresektion

Der Nervus laryngeus recurrens (rückläufiger Kehlkopfnerv, Stimmnerv) versorgt alle Kehlkopfmuskeln mit Ausnahme des Musculus cricothyroideus sowie Speise- und Luftröhre.
Durch seinen speziellen Verlauf und seine wichtige Funktion hat er eine große klinische Bedeutung (→ Rekurrensparese).

### Kleinere Brustraumäste
Die Rami tracheales (Luftröhrenäste) und Rami bronchales (Bronchialäste) bilden an der Lungenwurzel zusammen mit sympathischen Fasern aus dem Grenzstrang den Plexus pulmonalis (Lungengeflecht). Dessen sensible Fasern aus dem Vagus sind für die Regulation der Atmung und für den Hustenreflex von großer Bedeutung. Die parasympathischen Fasern lösen eine Verengung der Bronchien aus.
Rami oesophagei (Speiseröhrenäste) versorgen den Brustabschnitt der Speiseröhre, Rami pericardiaci den Herzbeutel.

### Bauchäste
Die über den Truncus vagalis anterior (ventralis) und Truncus vagalis posterior (dorsalis) in den Bauchraum ziehenden Fasern versorgen parasympathisch den Großteil der Bauchorgane (Magen, Leber, Nieren und Dünndarm) bis einschließlich etwa zwei Drittel des Dickdarms, und zwar bis zum sog. Cannon-Böhm-Punkt im Querkolon. Außerdem vermitteln sie viszerosensible Informationen.

## Aktivitätsmessung

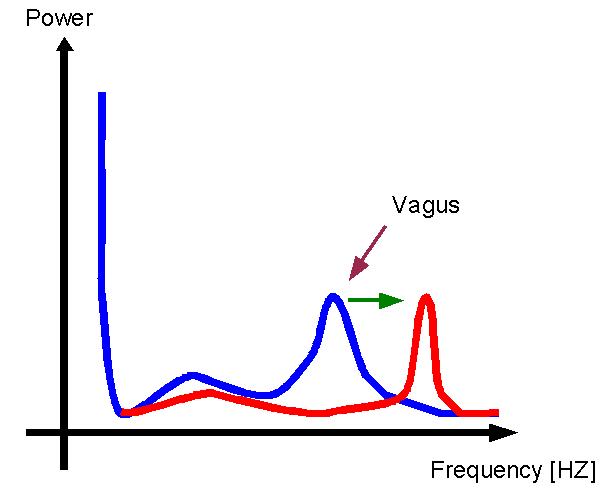
Verschiebung des Herzfrequenz-Spektrums bei Belastung (rot) gegenüber Ruhe (blau)

Mit Hilfe der Herzfrequenzvariabilitätsanalyse ist es möglich, die Aktivität des Vagus sichtbar zu machen. Nach der Erfassung der elektrischen Herzaktivität (EKG) und deren Frequenzanalyse erscheint der Anteil des Vagus als Kurvenmaximum im Herzfrequenzband (die eigentliche Herzfrequenz liegt außerhalb der Darstellung rechts). Erfolgt die Messung in körperlicher Ruhe (ca. 60–80 Schläge/Minute = 1,0–1,33 Hz) befindet sich die Aktivität des Vagus im Frequenzbereich zwischen 0,15 und 0,4 Hz (blaue Kurve), also etwa im Rhythmus von 3 bis 7 Herzschlägen. Erhöht sich die Herzfrequenz, verschiebt sich auch die Aktivität des Vagus in einen höheren Frequenzbereich. Bei körperlicher Ausbelastung (maximale körperliche Belastung) befindet sich das Maximum meist zwischen 0,7 und 1,1 Hz (rote Kurve).

## Möglicher medizinischer Fortschritt
In einer am 19. Juli 2022 veröffentlichten Studie an Mäusen wurde eine direkte Verbindung zwischen einer Vagusnervstimulation und Veränderungen im Gehirn, die Bedeutung für Lernprozesse haben können, beobachtet.

## Klinische Verweise

### Medizin
- Vagotomie (Durchtrennung des Nervs)
- Vagotonie (erhöhte Aktivität des Nervs)
- Laryngeus-superior-Neuralgie (Neuralgie des oberen Kehlkopfnervs)
- Vagusnervstimulator (Verwendung in der Depressions- und Epilepsiebehandlung)
- Jackson-Syndrom (Hirnnervensyndrom) (Läsionen des Nervus vagus, des Nervus accessorius und des Nervus hypoglossus)

### Veterinärmedizin
- Kehlkopfpfeifen (Lähmung des Nervus laryngeus caudalis)
- Hoflund-Syndrom (Schädigung der Endäste des Nerven mit Vagotonie im Brustbereich bei Wiederkäuern)